# Fredrik Ljungström

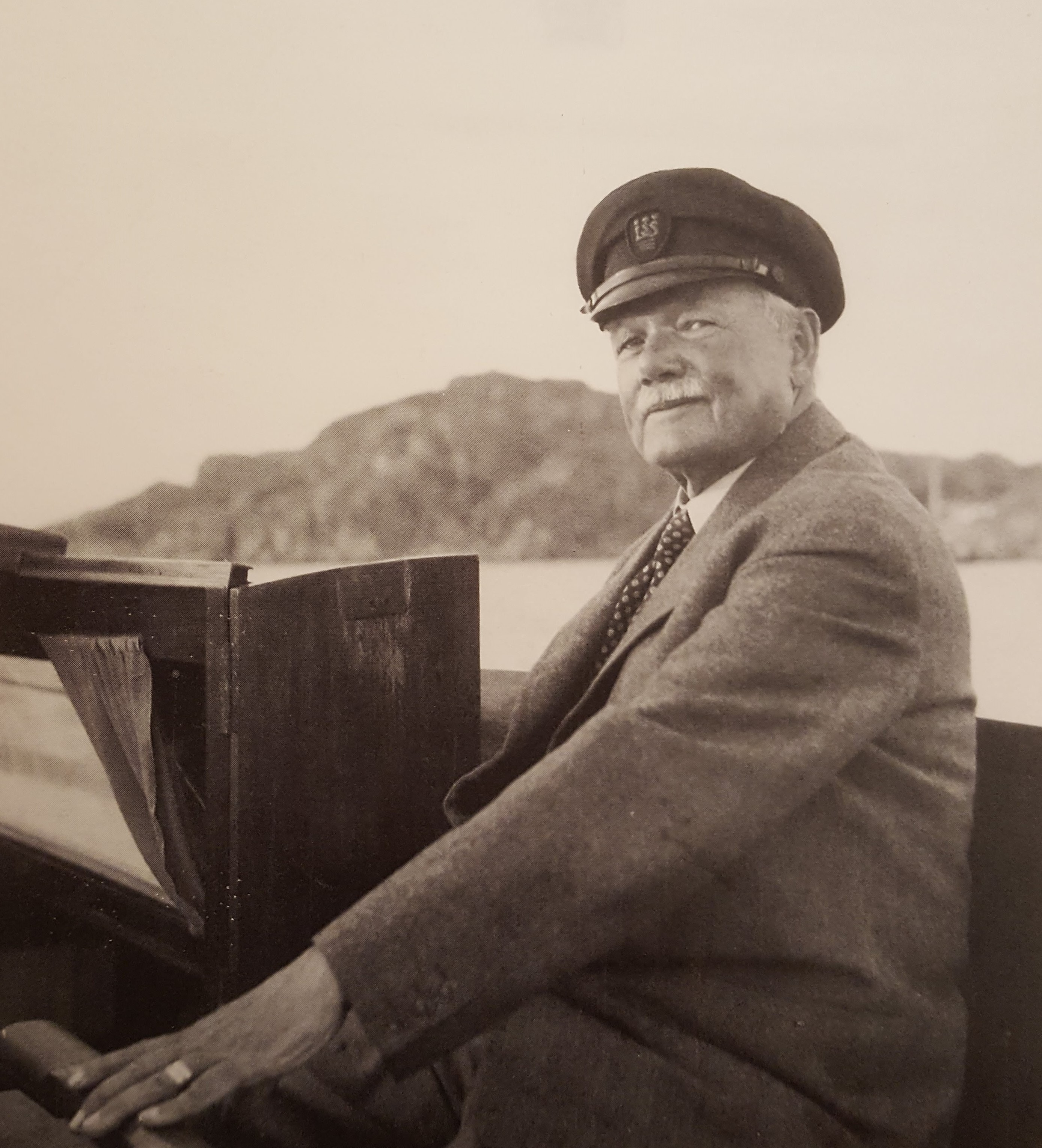
Fredrik Ljungström 1951

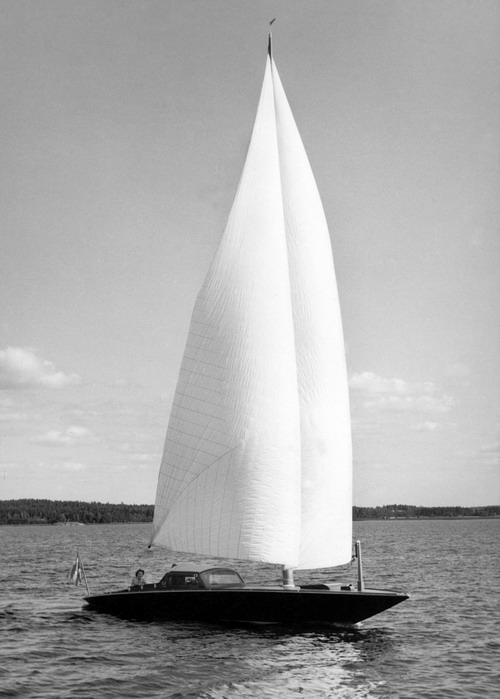
Ljungström-Boot

Fredrik Ljungström (* 16. Juni 1875 in Stockholm; † 18. Februar 1964 ebenda) war ein schwedischer Ingenieur, Konstrukteur und Industrieller. Sein Sohn war Luftfahrtingenieur Olof Ljungström.
Zusammen mit seinem Bruder Birger entwickelte er die nach ihnen benannte Ljungströmturbine (STAL), das erste vollautomatische Kraftwagengetriebe und das Svea-Fahrrad. 1921 entwarf er auf Basis seiner Turbine eine Dampfturbinenlokomotive.
Fredrik Ljungström gilt als einer der führenden Erfinder Schwedens. Für seine Verdienste wurde ihm u. a. die James-Watt-Medaille verliehen. 1928 erhielt er von der Technischen Hochschule Dresden den Ehrendoktortitel. 1956 wurde er mit der Grashof-Denkmünze des Vereins Deutscher Ingenieure ausgezeichnet.
Als leidenschaftlicher Segler forschte Ljungström intensiv an innovativen Bootsformen und Segeltypen. Er erfand die Sturmfock und entwickelte den Ljungströmkryssare, ein stromlinienförmiges Segelboot, von dem bis in die 1960er Jahre in Schweden etwa 200 Stück gebaut wurden. Das Rigg besteht aus einem drehbar gelagerten Mast mit Doppelsegel, besitzt jedoch keinen Segelbaum.